# Рама Варма XI
Рама Варма XI (помер у листопаді 1837) — індійський монарх, який правив Кочійським царством від 1828 до 1837 року.

## Життєпис
Був племінником Керала Варми III й успадкував престол після смерті останнього у серпні 1828 року. Помер у листопаді 1837 року після дев'ятирічного правління.